# Tiefste Wasserstrecke
Die Tiefste Wasserstrecke war eine Einrichtung zur Wasserhaltung und Streckenförderung im Oberharzer Bergbau. Sie wurde zunächst nach dem Vorbild der Tiefen Wasserstrecke unterhalb des Ernst-August-Stollens als Sumpfstrecke aufgefahren, um die Grubenwasser der tiefsten Gruben der Burgstätter und Zellerfelder Gangzüge zu sammeln. Später wurde sie zur Sammelförderstrecke ausgebaut.

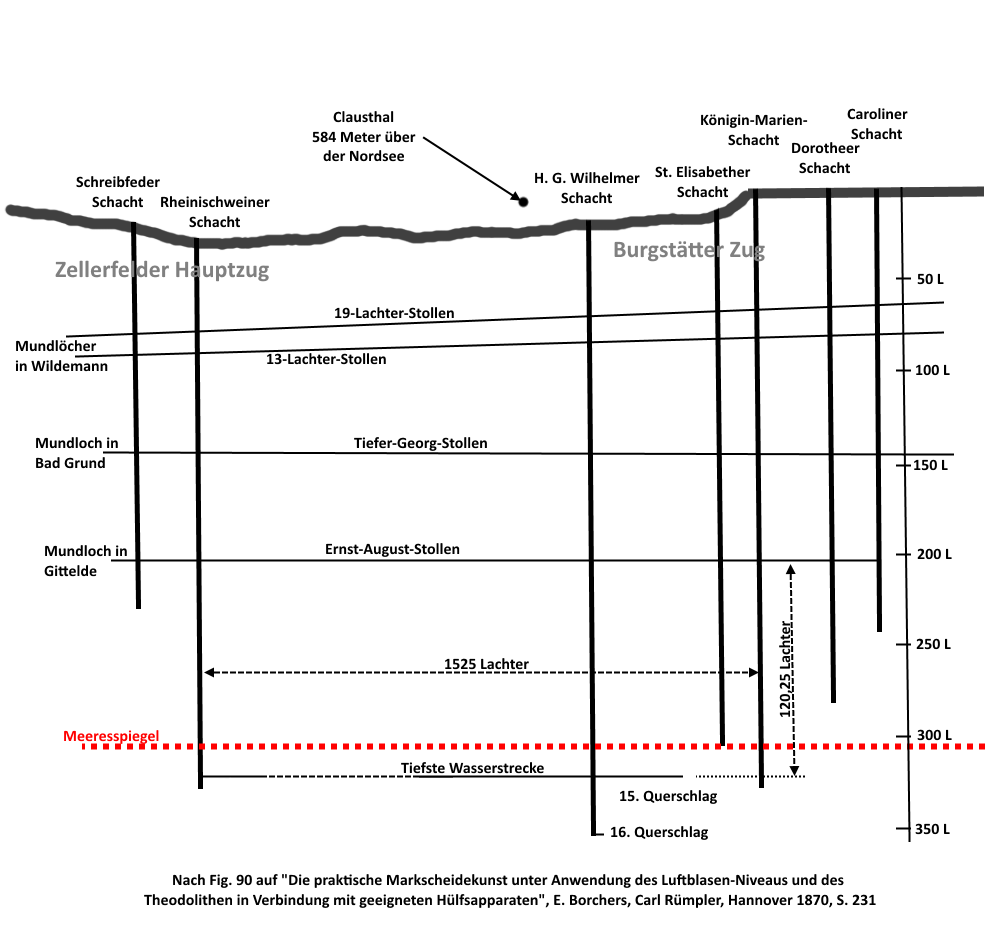
Querschnitt der Wasserlösungsstollen und Tiefsten Wasserstrecke in den Burgstätter und Zellerfelder Gangzügen im Jahr 1870.

## Geschichte

### Planung
Ein Jahr nach Fertigstellung des Ernst-August-Stollens wurde 1865 auf Grundlage des dann eingeführten Allgemeinen Berggesetzes für die Preußischen Staaten eine neue Grubenverwaltung geschaffen. Clausthal wurde Sitz von einem der fünf preußischen Oberbergämter, und die neue Berginspektion umfasste die Burgstätter, Rosenhöfer, Zellerfelder und Schulenberger Reviere.
Man erkannte die Notwendigkeit, die bestehenden Gruben zu modernisieren und zu zentralisieren, um sie an das Industriezeitalter anzupassen. Hierzu begann man bereits 1856 mit dem weiteren Abteufen des Königin-Marien-Schachtes, der wie alle modernen Richtschächte seiger war. Diese seigeren Schächte waren erforderlich, um eine effektive Förderung in Teufen von mehr als 700 m zu ermöglichen. Dies war mit den klassischen, tonnlägigen Schächten nicht möglich. Weiterhin wurden die verbreiteten Wasserkünste durch moderne Wassersäulenmaschinen ersetzt.
Die neue Tiefste Wasserstrecke sollte nach ersten Planungen ursprünglich unmittelbar nach Fertigstellung des Ernst-August-Stollens 120 Lachter unter diesem bzw. 324 Lachter unter der Hängebank der Grube Caroline aufgefahren werden. Die Wasserhaltung sollte nach dem Vorbild des Silbersegener Schachtes der Königin-Marien-Schacht übernehmen, und diese neue Wasserstrecke sollte von der zur Grube Ring und Silberschnur gehörenden Grube Rheinischer Wein bis zur Grube Herzog Georg Wilhelm verlaufen.

### Bau
1866 wurde im Königin-Marien-Schacht die Sohle der Tiefsten Wasserstrecke erreicht, welche 120,25 Lachter (231 m) unter dem Ernst-August-Stollen und 18,4 Lachter (35 m) unter dem Meeresspiegel der Nordsee lag.
Der Schacht übernahm die zentrale Hebung des Grubenwassers auf den Ernst-August-Stollen mittels einer doppeltwirkenden, horizontalen Zwillingswassersäulenmaschine mit Kolbensteuerung und Kurbelmechanismus. Außerdem ermöglichte eine eiserne und mit Dampfkraft angetriebene Fahrkunst das gleichzeitige Ein- und Ausfahren von 400 Bergleuten.
Zur Entlastung des Silbersegener Schachtes als Förderschacht begann man 1868 mit dem Abteufen des Ottiliae-Schachtes, der in 364 m Teufe 1876 an den Ernst-August-Stollen angeschlossen wurde und aufgrund seiner unmittelbaren Nähe zur neuen Erzaufbereitung Hauptförderschacht wurde.
In den folgenden Jahren wurde die Tiefste Wasserstrecke mit dem Schacht Rheinischer Wein, dem Kaiser-Wilhelm-Schacht und Königin-Marie-Schacht zum Durchschlag gebracht, um die Wasserhaltung zu vereinfachen. Die Tiefste Wasserstrecke hatte ein durchschnittliches Gefälle von 1:1000.
1898 wurde das Teilstück vom Königin-Marie-Schacht über den Kaiser-Wilhelm-Schacht bis zum Schacht Rheinischer Wein für den Betrieb von elektrischen Fahrdrahtlokomotiven ausgebaut. Diese wurden mit 330 V Gleichstrom betrieben und über eine 12 mm starke Oberleitung aus Kupferdraht und Kontaktrolle versorgt. Die Oberleitung war 1,7 m über Schienenoberkante in Hartgummiisolatoren aufgehängt. Die Stromerzeugung übernahmen zwei Stromgeneratoren, die durch Peltonräder angetrieben wurden und auf dem Niveau des Ernst-August-Stollens am Kaiser-Wilhelm-Schacht aufgestellt waren. Sie erzeugten bis zu 100 Ampere. Die Lokomotiven zogen bis zu 14 Wagen mit jeweils 0,75 Tonnen Inhalt bei einer Geschwindigkeit von 4 m/s, was der zwanzigfachen Geschwindigkeit der vorher üblichen Erzkahnförderung entsprach.
Über der Wassersaige wurde ein Tragwerk aus T-Eisen mit 8 cm Breite und 1 m Länge in den Stoß eingebühnt und eingemauert. Die Eisen hatten 1 m Abstand zueinander. Auf den Eisen waren Schienen mit einer Höhe von 92 mm und einem Gewicht von 12 kg/m montiert. Die Strecke hatte eine Spurweite von 670 mm. Weichen, Bahnhöfe und Füllörter waren durch drei in Reihe geschaltete Glühlampen beleuchtet. Eine einfache Signalvorrichtung aus zwei blanken Kupferdrähten, die sich überall entlang der Strecke zusammendrücken ließen, gab die Möglichkeit, Signale an Bahnhöfe und Weichen weiterzuleiten.

### Erweiterung zur Sammelförderstrecke
Ende des 19. Jahrhunderts war es offensichtlich, dass die teilweise sehr komplizierte Förderung hohe, aber vermeidbare Kosten verursachte. Gleichzeitig war der Transport auf der Tiefen Wasserstrecke mit Erzkähnen mit nur 0,2 m/s sehr langsam. Aus diesem Grund entschied man, die Tiefste Wasserstrecke zur Sammelförderstrecke auszubauen.
Dazu teufte man den Ottiliae-Schacht zwischen 1900 und 1905 bis auf die Sohle der Tiefsten Wasserstrecke ab und trieb diese bis zum Schacht durch. Der Rosenhöfer Schacht wurde abgeworfen und als Ersatz der Thekla-Schacht von der Tiefsten Wasserstrecke aus abgeteuft. Man richtete drei Sammelpunkte ein: Für die Erze der Zellerfelder Gruben den Schacht Rheinischer Wein, für die Burgstätter Gruben den Kaiser-Wilhelm-Schacht und für die Rosenhöfer Gruben den Thekla-Schacht. Am Ottiliae-Schacht wurden fünf Kammern aus Bruchstein mit Vorratstaschen eingerichtet, die die geförderten Erze von bis zu drei Tagen aufnehmen konnten, um die Schachtförderung von der Streckenförderung unabhängig zu machen.
Durch die Einrichtung von drei Ausweichstellen konnte man drei Züge parallel fahren lassen. Ein Betrieb mit vier Zügen war angedacht. Weiterhin wurden sogenannte Leuteförderwagen gebaut, die das Ein- und Ausfahren der Belegschaft des Rosenhöfer Reviers vom Ottiliae-Schacht u. a. bis zum Thekla-Schacht beschleunigten. Diese Wagen konnten jeweils 14 rittlings auf einem Längsbalken und zwei im Hocksitz sitzende Bergleute transportieren. Diese Züge lösten ab 1905 auch die Erzschifffahrt auf der Tiefen Wasserstrecke ab. Im Bereich der Bahnhöfe wurden Schalter montiert, um Teilbereiche der Strecke stromlos machen zu können.
1903 war die Tiefste Wasserstrecke vollständig ausgebaut, und man stellte die neuen Maschinen für den Thekla-Schacht und andere Einrichtungen auf. Dabei entschied man sich ausschließlich für elektrische Energie, um die Wasserkraft in der neuen Erzaufbereitung Clausthals nutzen zu können. Da verschiedene Maschinen mit demselben Netz betrieben wurden und man Akkumulatoren während Pausen laden wollte, entschied man sich für 500 V Gleichstrom.

### Betrieb als Sammelförderstrecke
Zwischen 1905 und 1930 wurde die Tiefste Wasserstrecke als Sammelförderstrecke betrieben. Dabei wurden die Zellerfelder Erze ausschließlich oberhalb der Tiefsten Wasserstrecke gefördert und konnten deshalb direkt aus den Abbaurollen in die Wagen gestürzt werden.
Die Erze der Burgstätter Gruben wurden teilweise mithilfe einer pressluftbetriebenen Grubenbahn gefördert. Die über diese Grubenbahn zugeführten Erze von der Grube Bergmannstrost wurden im Kaiser-Wilhelm-Schacht zusammen mit den restlichen geförderten Erzen zu einer blinden Stürze 20 m über der Tiefsten Wasserstrecke gehoben. Dort wurden die Wagen durch Kreiselwipper in große Füllrollen entleert. Eine Füllrolle war für die Grube Bergmannstrost, eine weitere für die restlichen zum Schacht geförderten Erze. Eine dritte Füllrolle bestand für besondere Erze. Über diese Füllrollen konnten die Erze den Wagen auf der Tiefsten Wasserstrecke zugeführt werden.
Die Rosenhöfer Erze mussten bis zur Fertigstellung des Thekla-Schachtes ebenfalls auf komplizierte Weise gefördert werden.
Bei Inbetriebnahme der Sammelförderstrecke betrug die durchschnittliche Förderung der letzten Jahre etwa 81.000 t, womit täglich 270 t auf der Tiefsten Wasserstrecke bewegt werden mussten. Davon entfielen täglich 70 Tonnenkilometer auf die Rosenhöfer, 588 tkm auf die Burgstätter und 49 tkm auf die Zellerfelder Erze. Von den 707 tkm erfolgte demnach 83 % der untertägigen Streckenförderung zwischen dem Ottiliae- und Kaiser-Wilhelm-Schacht. Zur gleichmäßigen Belastung des Ottiliae-Schachts erfolgte größtenteils nur der Einsatz von zwei Zügen, obwohl die Strecke für den Parallelbetrieb von drei Zügen ausgebaut war.
Die Kosten der untertägigen elektrischen Streckenförderung waren mit nur 0,096 Mark/tkm wesentlich geringer als bei der Förderung mit pressluftbetriebener Bahn (0,3925 ℳ/tkm), Tagesförderstrecke (0,15 ℳ/tkm) oder vorher erfolgter Erzkahnförderung (0,22 ℳ/tkm). Wenn man noch beachtete, dass die Tiefste Wasserstrecke ursprünglich nur zur Wasserhaltung angelegt worden war und sich nun eine Doppelnutzung ergab, kam man auf Betriebskosten von 0,07 ℳ/tkm.
Die gesamte Umgestaltung der Strecken- und Schachtförderung hatte eine Halbierung der Förderkosten zur Folge, und es wurden in etwa 100 Arbeiter freigesetzt, die an anderer Stelle eingesetzt werden konnten. Dies kam dem Oberharzer Bergbau gelegen, da zu dieser Zeit Arbeitermangel herrschte.
1930 stellte man den Bergbau um Clausthal-Zellerfeld aus wirtschaftlichen Gründen ein. Heutzutage ist die Tiefste Wasserstrecke abgesoffen.

## Technische Beschreibung der Grubenbahn
Ab 1905 waren bis zu vier Züge auf der Tiefsten Wasserstrecke im Einsatz. Dabei kamen drei verschiedene Lok-Modelle zum Einsatz:
Eine eingesetzte Lok hatte ein Gewicht von 2000 kg, eine Zugkraft von 150 t und eine Leistung von 7 PS. Sie konnte 10 Wagen zu je 1250 kg bei einer Geschwindigkeit von 9 km/h ziehen. Sie verfügte über eine Hand-Wurfhebel- und eine elektrische Bremse. Der Stromabnehmer war ein breiter Bügelkontakt mit drehbarer Kupferrolle.
Das zweite Lok-Modell, von dem es zwei Lokomotiven im Einsatz gab, hatte zwei Motoren mit je 12,5 PS, maximal aber 20 PS. Die Kraftübertragung erfolgte über ein einfaches Stirnradvorgelege (Übersetzung 1:8). Dieses Modell hatte einen Laufraddurchmesser von 750 mm und konnte 14 Wagen zu je 1250 kg bei einer Geschwindigkeit von 9 km/h ziehen. Der Stromabnehmer war ein Parallelogrammstromabnehmer mit doppelten Federn und drehbarer Kupferrolle.
Das dritte Modell war eine bereits für den Betrieb auf der Tiefsten Wasserstrecke vorgesehene Lok, die vorher als Reserve für die Tagesförderstrecke vom Kaiser-Wilhelm-Schacht bis zur Erzaufbereitung am Ottiliae-Schacht zur Verfügung gestanden hatte. Sie hatte eine Leistung von 25 PS.
Bei den Wagen handelte es sich um eiserne Kastenwagen mit 0,5 Kubikmeter Volumen. Sie hatten ein Leergewicht von 450 kg und wogen beladen 1250 kg.